# Ivan Sousloparov
Ivan Alekseïevitch Sousloparov (en russe : Иван Алексеевич Суслопаров), né le 19 octobre 1897 et mort le 16 décembre 1974, est un général soviétique qui servit comme chef de la mission militaire soviétique auprès du gouvernement français et des Alliés en Europe au SHAEF en 1944 et en 1945. Il fut le signataire pour l'Union soviétique du premier acte de capitulation des forces allemandes le 7 mai 1945 à 2 h 41 conclu à Reims, avant que l'acte définitif ne soit signé le 8 mai.

## Biographie
Il est né à Kroutikhintsy, village situé au sein de l'oblast de Kirov. Il est mobilisé en septembre 1914 dans l'armée impériale russe, devient sous-officier en 1915 et se rallie aux unités militaires bolcheviques lors de la révolution d'Octobre à Pétrograd en 1917. Intégré dans la nouvelle Armée rouge, en 1918, il prend part aux combats de la guerre civile dans la 30e division d'infanterie, à Irtkoutsk. Après la fin de la guerre civile, il est élève-officier à l'académie militaire de Kiev et en en sort diplômé en 1925. Il suit ensuite les cours de l'école d'artillerie, ayant choisi cette arme après sa formation à Kiev. Il devint ensuite officier supérieur et suit les cours de l'école supérieure de guerre et en sort diplômé en 1938.
En 1939, en tant que colonel, il est attaché militaire au sein de l'ambassade de l'URSS à Paris et, d'après lui, chef du service de renseignement militaire GRU et notamment chargé de l'opération Orchestre rouge. Il est promu général en juillet 1940 et sa nomination est publiée dans l'Étoile rouge.

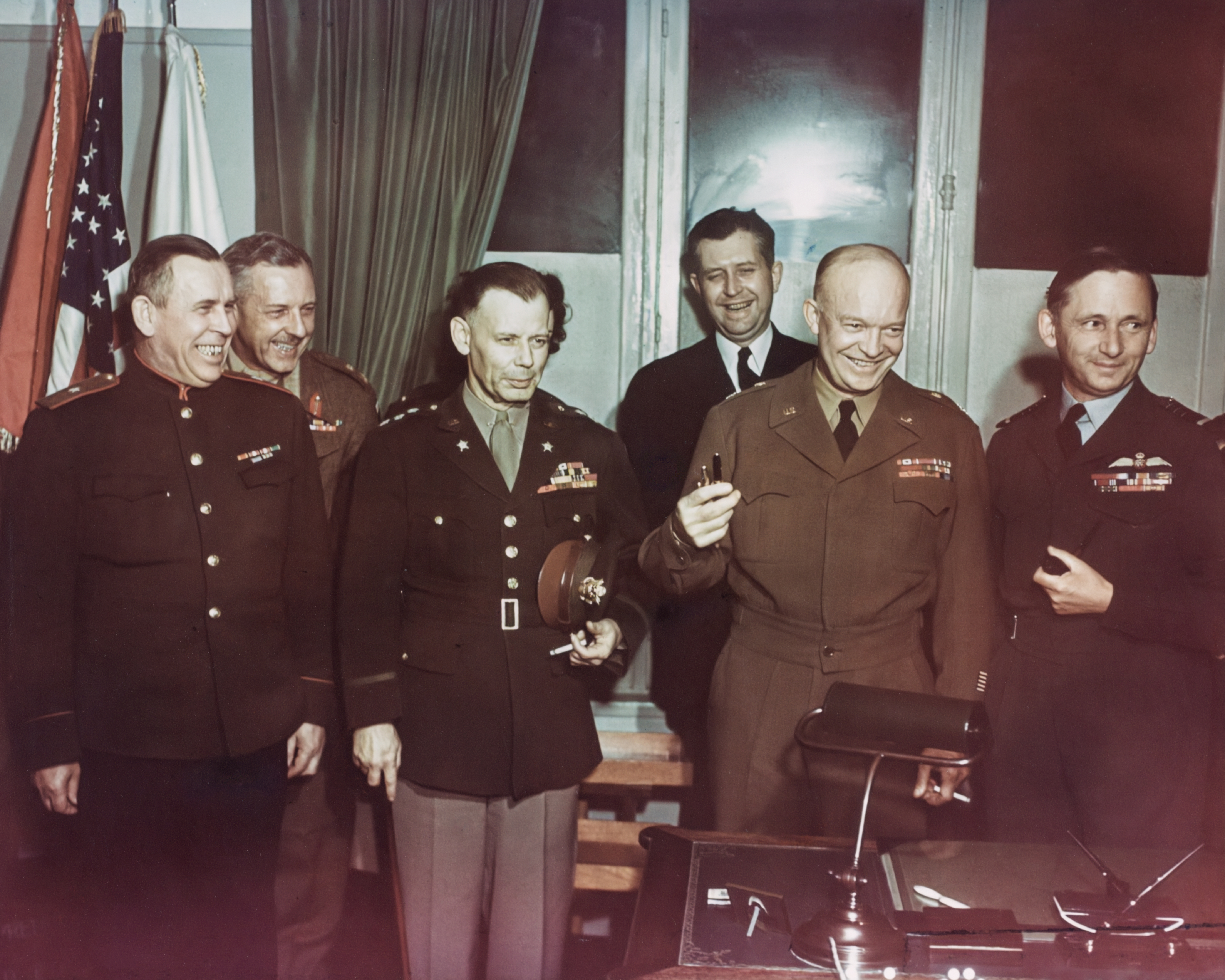
Reims, le 7 mai 1945, au matin, le général Sousloparov avec le général Eisenhower, après la reddition sans conditions signée par les autorités militaires allemandes.

Lors de l'invasion de l'Union soviétique en 1941, il sert au commandement de l' artillerie de l'Armée à Moscou. En 1942 jusqu'au milieu de l'année 1944, il est placé à la tête de l'artillerie de la 10e Armée sur le front ouest. Au cours de l'été 1944, il est général de division, nommé chef de la mission militaire soviétique auprès du gouvernement français et auprès du SHAEF (commandement suprême des Alliés, présidé par le général Eisenhower). C'est dans ce cadre qu'il est présent à Reims lors des négociations pour la reddition inconditionnelle des forces allemandes et que les Alliés occidentaux lui soumettent le projet d'acte de capitulation. Il demande des ordres à Moscou pour savoir s'il a autorité  ou non pour signer l'acte de capitulation au nom de l'Union Soviétique mais, ne recevant aucune instruction, il prend sur lui de signer l'acte de reddition, le 7 mai 1945 à 2 H 41 ; toutefois, il fait prévoir une clause indiquant qu'une nouvelle cérémonie devrait avoir lieu si l'une des puissances alliées le demandait. Il reçoit un ordre tardif de Staline de ne pas signer l'acte. La clause prévue d'un nouvel acte de reddition s'applique, vu la demande soviétique et une nouvelle cérémonie de reddition est organisée le 8 mai 1945 à 22 H 43 à proximité de Berlin, à Karlshorst. Il sera aussi présent à cette cérémonie. En raison du décalage horaire de deux heures entre Berlin et Moscou, cet acte de reddition est enregistré par les autorités soviétiques le 9 mai à 0 H 43, d'où depuis 1946 la fête et le jour férié du 9 mai, comme jour anniversaire pour l'Union soviétique jusqu'en 1991 et depuis 1992 par les autorités de la fédération de Russie.
Il a été fait officier de la Légion d'honneur par le général de Gaulle. Il a notamment obtenu les décorations soviétiques suivantes :
- Ordre de Lénine (en 1945)
- Ordre de la bannière rouge (en 1943, puis en 1944, enfin en 1949)
- Ordre de Souvorov - 2e classe (en 1943)
- Ordre de l'Étoile rouge
- Médaille « Pour la défense de Moscou »
- Médaille « Victoire sur l'Allemagne »

Il rentre en Union soviétique en 1946 et continue sa carrière ; il est affecté à Moscou, à l'Académie militaire diplomatique, comme directeur de la formation. Cette structure forme les futurs attachés militaires et des officiers du renseignement, placés dans les ambassades.
Il meurt le 16 décembre 1974 à Moscou. Il est enterré au cimetière de la Présentation à Moscou.